# Dove

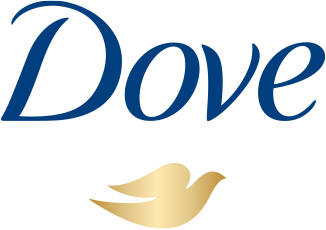

Dove este o marcă de produse de îngrijire deținută de Unilever și originară din Statele Unite ale Americii. Produsele Dove sunt fabricate în Argentina, Australia, Brazilia, Canada, China, Germania, India, Indonezia, Israel, Irlanda, Mexic, Olanda, Pakistan, Filipine, Africa de Sud, Thailanda, Turcia și Statele Unite ale Americii. Ele sunt vândute în mai mult de 80 de țări și sunt disponibile în variante atât pentru femei, cât și pentru bărbați. Este cunoscut prin logo-ul care are forma unui porumbel („dove” însemnând porumbel în limba engleză).

## Gamă de produse

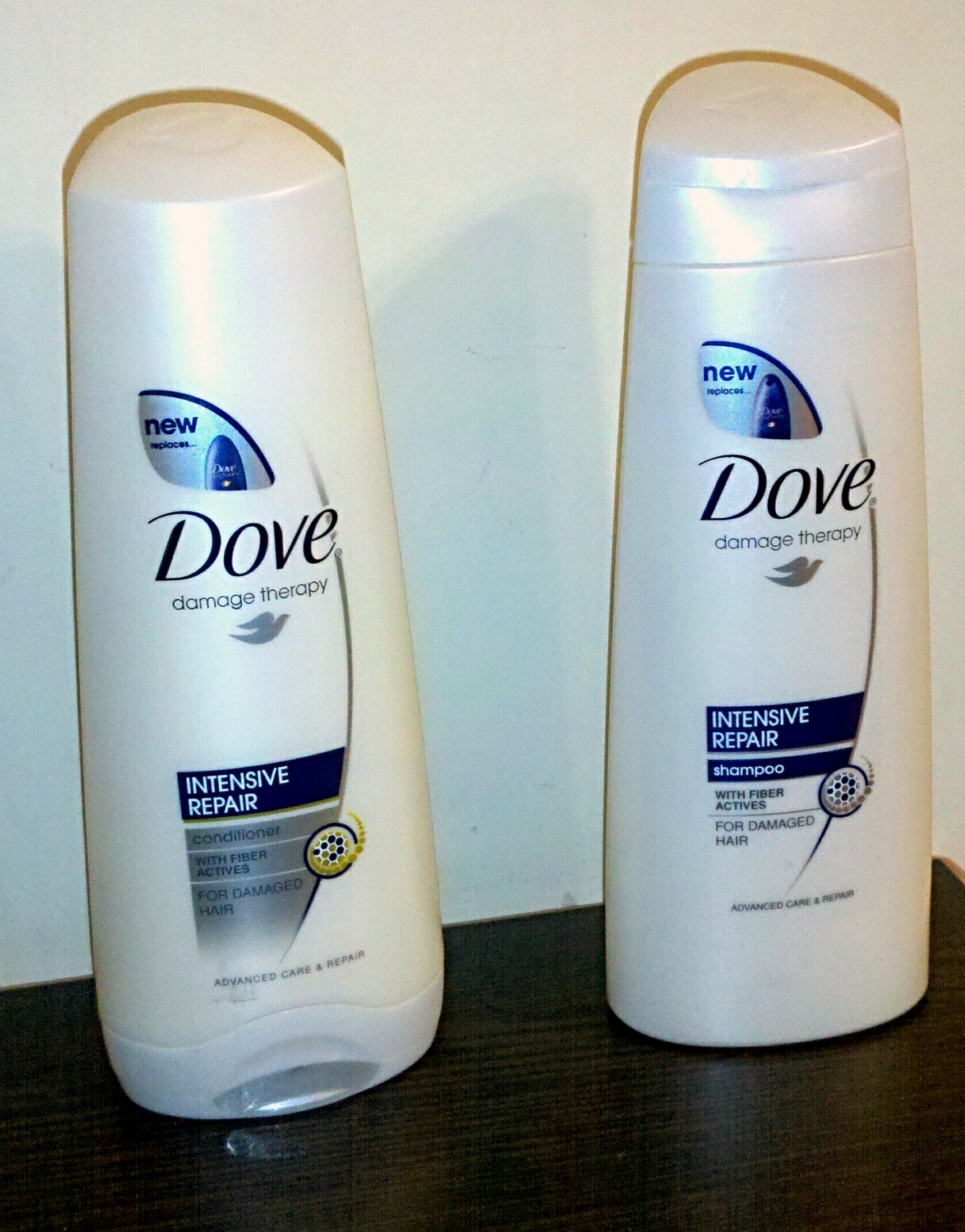
Șampon și balsam Dove

Printre produse se numără: antiperspirante/deodorante, geluri de duș, săpunuri, loțiuni/creme hidratante, produse de îngrijire a părului și produse de îngrijire facială.
Dove este în principal realizat din surfactanți sintetici, uleiuri vegetale (cum ar fi cel de palmier) și săruri de grăsimi animale (seu). În unele țări Dove conține seu și din acest motiv nu este considerat vegan, spre deosebire de săpunurile pe bază de ulei vegetal.
Unilever a lansat în 2010 un o gamă de produse pentru bărbați intitulată „Dove Men + care”.

## Legături externe
- Site web oficial
- Dove România
- Dove pe Facebook